# Andrena merula
Andrena merula Warncke, 1969 è un insetto apoideo della famiglia Andrenidae.

## Ecologia
Gli insetti del genere Andrena sono frequentemente chiamati in causa quali insetti impollinatori di orchidee del genere Ophrys. Tale relazione è legata ad una somiglianza chimica tra le secrezioni cefaliche di questi insetti e alcune sostanze volatili prodotte dalle specie del genere Ophrys .
In particolare Andrena merula è stata segnalata quale possibile insetto impollinatore di Ophrys lutea minor.